# 렌즈와 악마
《렌즈와 악마》(렌즈와 악마)는 무쯔즈카 아키라/저, 가즈아키/삽화의 일본의 라이트 노벨이다. 가도카와 문고를 통해 발행 중이다.

## 줄거리
어떤 머나먼 별에 있는 인간들은 악마를 사역할 수 있었다. 무색 투명의 원반에서 소환되는 악마는 대기중에 존재하는 티끌로부터 태어난다. 인간은 악마를 가짜 몸으로서 몸에 익힌다.
6년 전, 원인불명의 죽음을 당한 아버지, 체비아트와 살고 있던 미모의 수도 브르티에이르에 귀환한 한 청년, 에르바는 거기서 아버지와 관련된 사건과 말려들어간다. 아버지의 지인인 소녀, 텟키로부터 도움을 받아 그녀의 박물관으로 가지만 쳇키는 에르바가 가지고 있는 체비아트의 유물의 수수께끼의 원반에 대해 알고 있는 듯 하다. 그 원반이, 에르바를 치열한 싸움으로 이끌게 하는 열쇠가 된다.

## 책 목록
- 《렌즈와 악마 Ⅰ 마신각성》

2006년 10월 1일 발매　ISBN 9784044707071
- 《렌즈와 악마 Ⅱ 마신도량》

2007년 2월 1일 발매　ISBN 9784044707088
- 《렌즈와 악마 Ⅲ 마신양륙》

2007년 6월 1일 발매　ISBN 9784044707095
- 《렌즈와 악마 Ⅳ 마신환세》

2007년 8월 1일 발매　ISBN 9784044707101
- 《렌즈와 악마 Ⅴ 마신함락》

2007년 11월 1일 발매　ISBN 9784044707118
- 《렌즈와 악마 Ⅵ 마신응보》

2008년 2월 1일 발매　ISBN 9784044707125
- 《렌즈와 악마 Ⅶ 마신결괴》

2008년 5월 1일 발매　ISBN 9784044707132
- 《렌즈와 악마 Ⅷ 마신변광》

2008년 7월 1일 발매　ISBN 9784044707149
- 《렌즈와 악마 IX 마신겁죄》

2008년 11월 29일 발매　ISBN 9784044707156
- 《렌즈와 악마 X 마신광소》

2009년 4월 1일 발매　ISBN 9784044707170
- 《렌즈와 악마 XI 마신집결》

2009년 10월 1일 발매　ISBN 9784044707194
- 《렌즈와 악마 XII 마신개방》

2009년 11월 1일 발매　ISBN 9784044707200